# Melanagromyza sagehenensis
Melanagromyza sagehenensis este o specie de muște din genul Melanagromyza, familia Agromyzidae, descrisă de Spencer în anul 1981. Conform Catalogue of Life specia Melanagromyza sagehenensis nu are subspecii cunoscute.